# Yanggeum

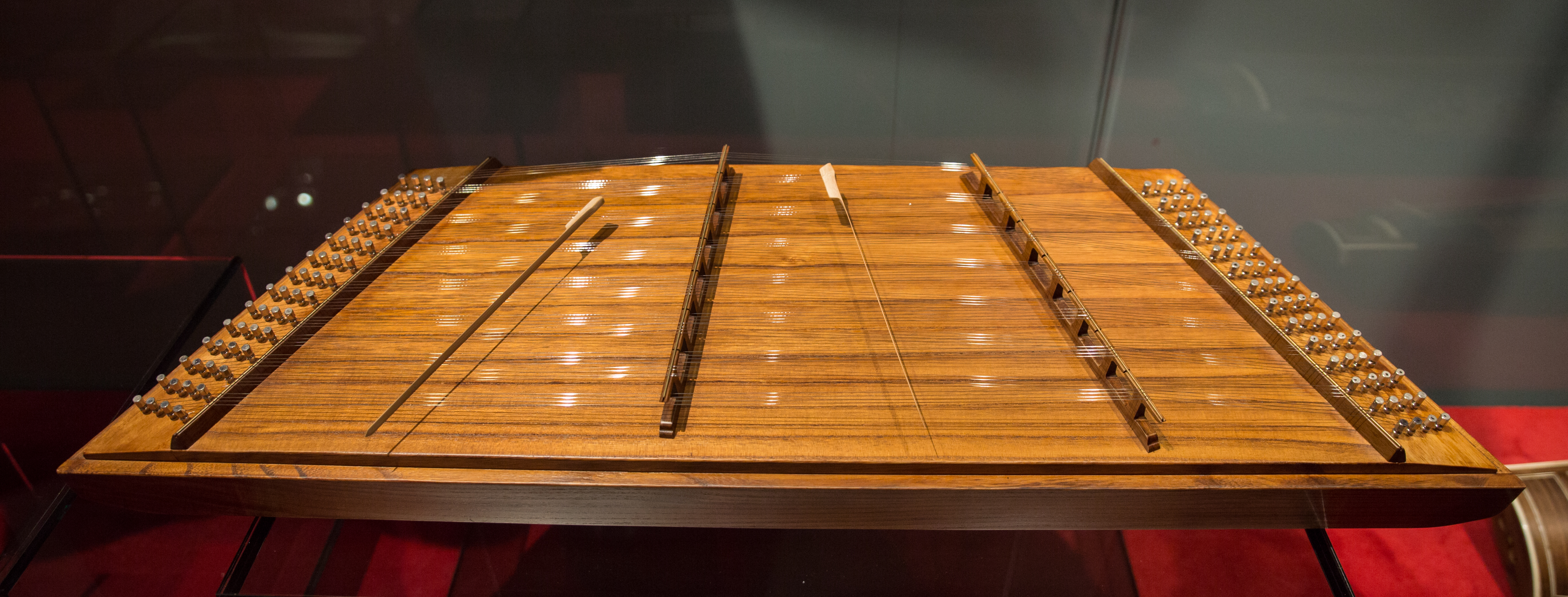
Yanggeum

El yanggeum es un instrumento musical de cuerdas tradicional de Corea. Consiste en un dulcémele de cuerda percutida. A diferencia de otros instrumentos coreanos (muchos de los cuales tienen cuerdas de seda), el yanggeum posee cuerdas de metal. Se lo toca golpeando las cuerdas con un palillo de bambú.